# Don Francisco (musicien)
 (avril 2019).
Pour l’article homonyme, voir Don Francisco.
Don Francisco (né à Louisville le 28 février 1946) est un chanteur, auteur-compositeur et musicien américain indépendant, spécialisé dans le domaine de la musique chrétienne contemporaine.

## Discographie
- 1976 : Brother of the Son
- 1977 : Forgiven
- 1979 : Got to Tell Somebody
- 1981 : The Traveler
- 1982 : The Live Concert
- 1984 : Holiness
- 1985 : One Heart at a Time
- 1987 : The Power
- 1988 : High Praise
- 1989 : Live in the UK
- 1991 : Vision of the Valley
- 1992 : Come Away
- 1994 : Genesis and Job
- 1999 : Grace on Grace
- 2001 : Only Love is Spoken Here
- 2003 : The Promises (Spoken Word)
- 2005 : That I May Know You
- 2007 : The Sower
- 2009 : Let It Ride
- 2012 : Carols on Guitar
- 2014 : Forever My Friend
- 2017 : Acoustic Live Concert